# Сентро де Реадаптасион Сосијал (Лорето)
Сентро де Реадаптасион Сосијал (шп. Centro de Readaptación Social) насеље је у Мексику у савезној држави Јужна Доња Калифорнија у општини Лорето. Насеље се налази на надморској висини од 10 м.

## Становништво
Према подацима из 2005. године у насељу је живело 18 становника.

### Хронологија
| Година       | 2005 |
| ------------ | ---- |
| Становништво | 18   |

### Попис
| # | Индикатор                        | Вредност |
| - | -------------------------------- | -------- |
| 1 | Укупно појединачних домаћинстава | 1        |